# 雷加爾姆峰

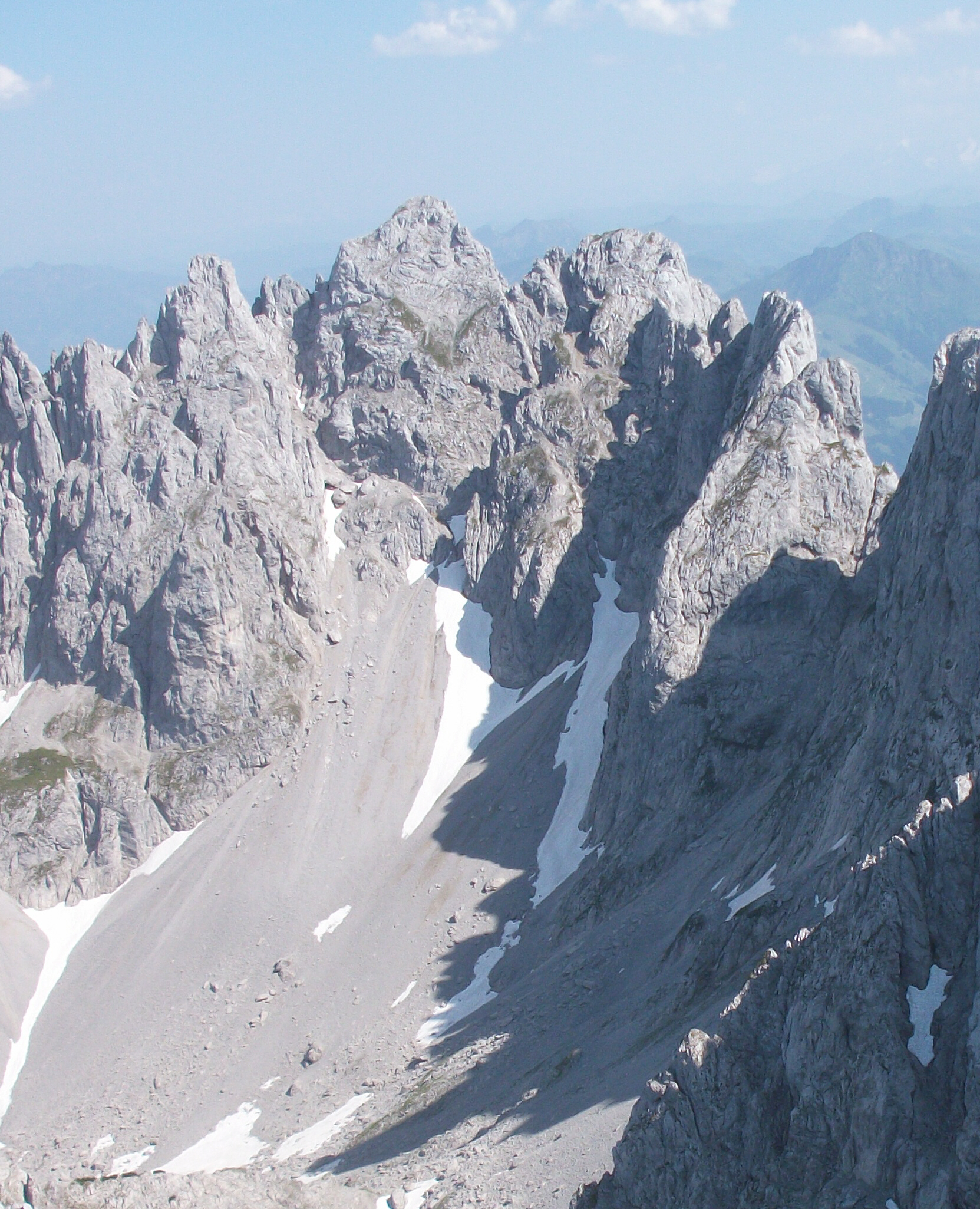

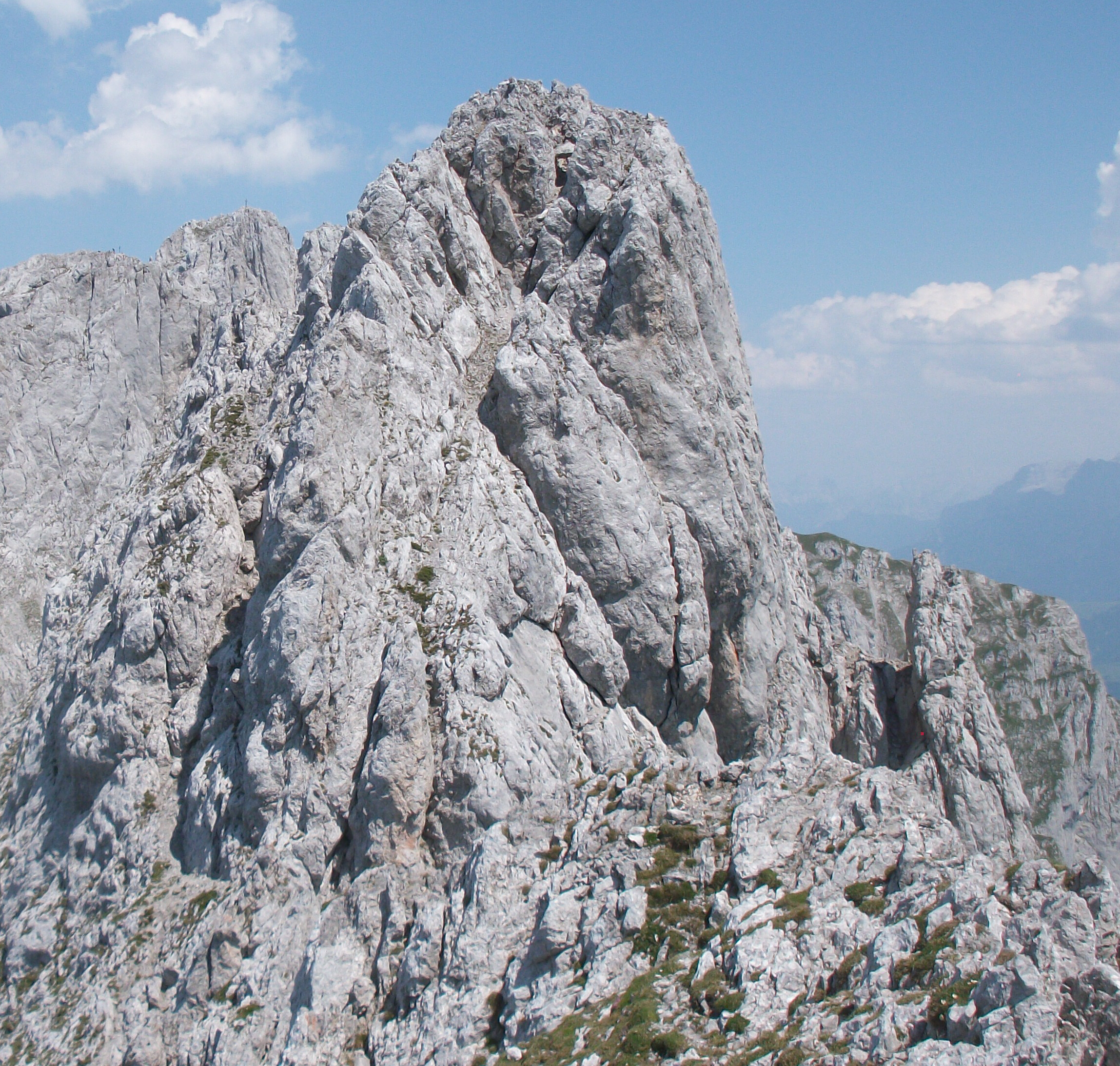

47°33′24″N 12°20′20″E / 47.55667°N 12.33889°E
雷加爾姆峰（德語：Regalmspitze），是奧地利的山峰，位於該國西部，由蒂羅爾州負責管轄，屬於皇帝山脈的一部分，距離霍赫格魯巴赫峰0.25公里，海拔高度2,253米。